# Guémené-sur-Scorff
Guémené-sur-Scorff is een gemeente in het Franse departement Morbihan (regio Bretagne). De plaats maakt deel uit van het arrondissement Pontivy. De gemeente telde 1.136 inwoners op 1 januari 2022.

## Geografie
De oppervlakte van Guémené-sur-Scorff bedroeg op 1 januari 2022 1,17 vierkante kilometer; de bevolkingsdichtheid was toen 970,9 inwoners per km².

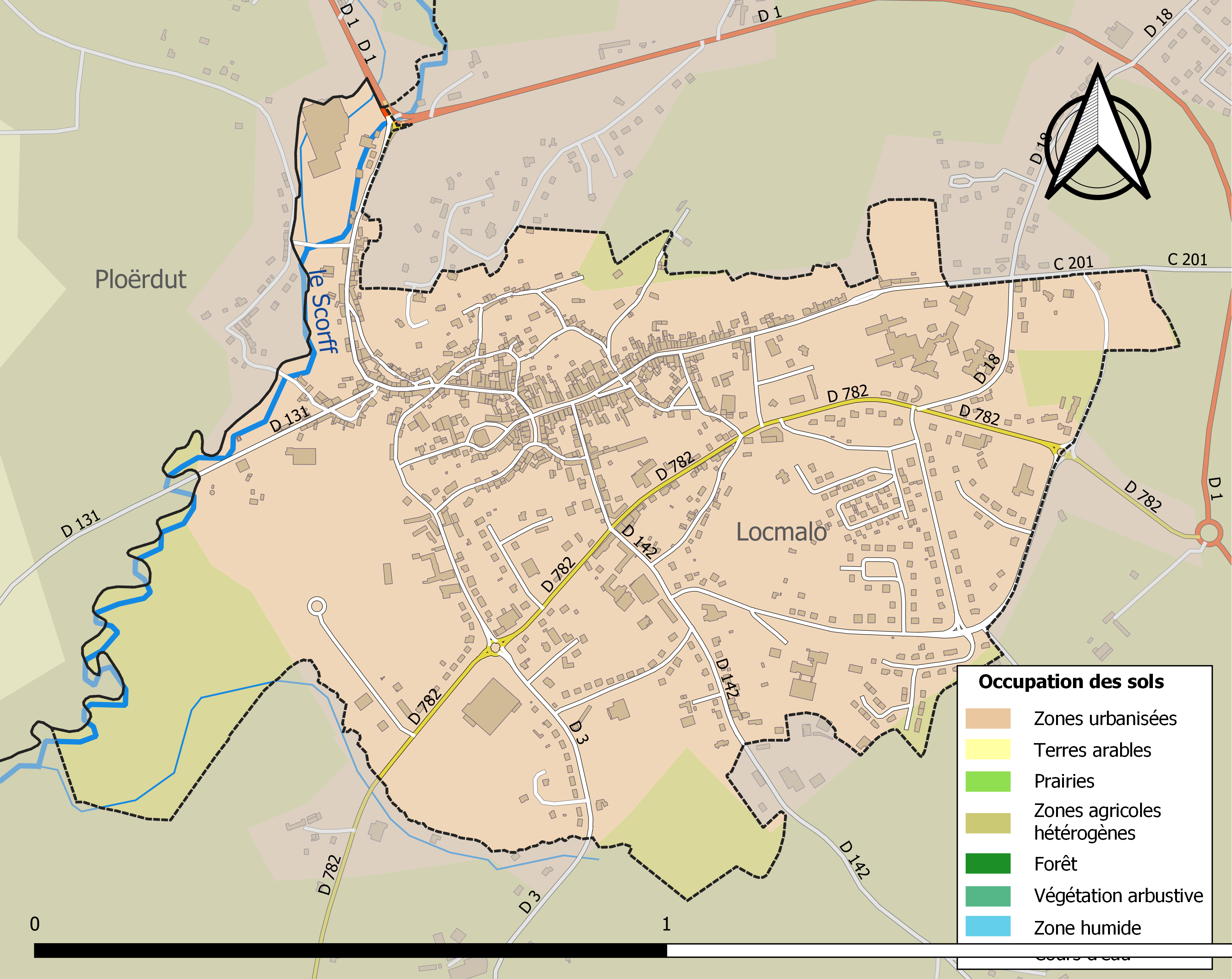
Kaart van de gemeente met de belangrijkste infrastructuur, bodemgebruik en omliggende gemeenten

## Demografie
Onderstaande figuur toont het verloop van het inwonertal, bron: INSEE-tellingen. 

## Afbeeldingen

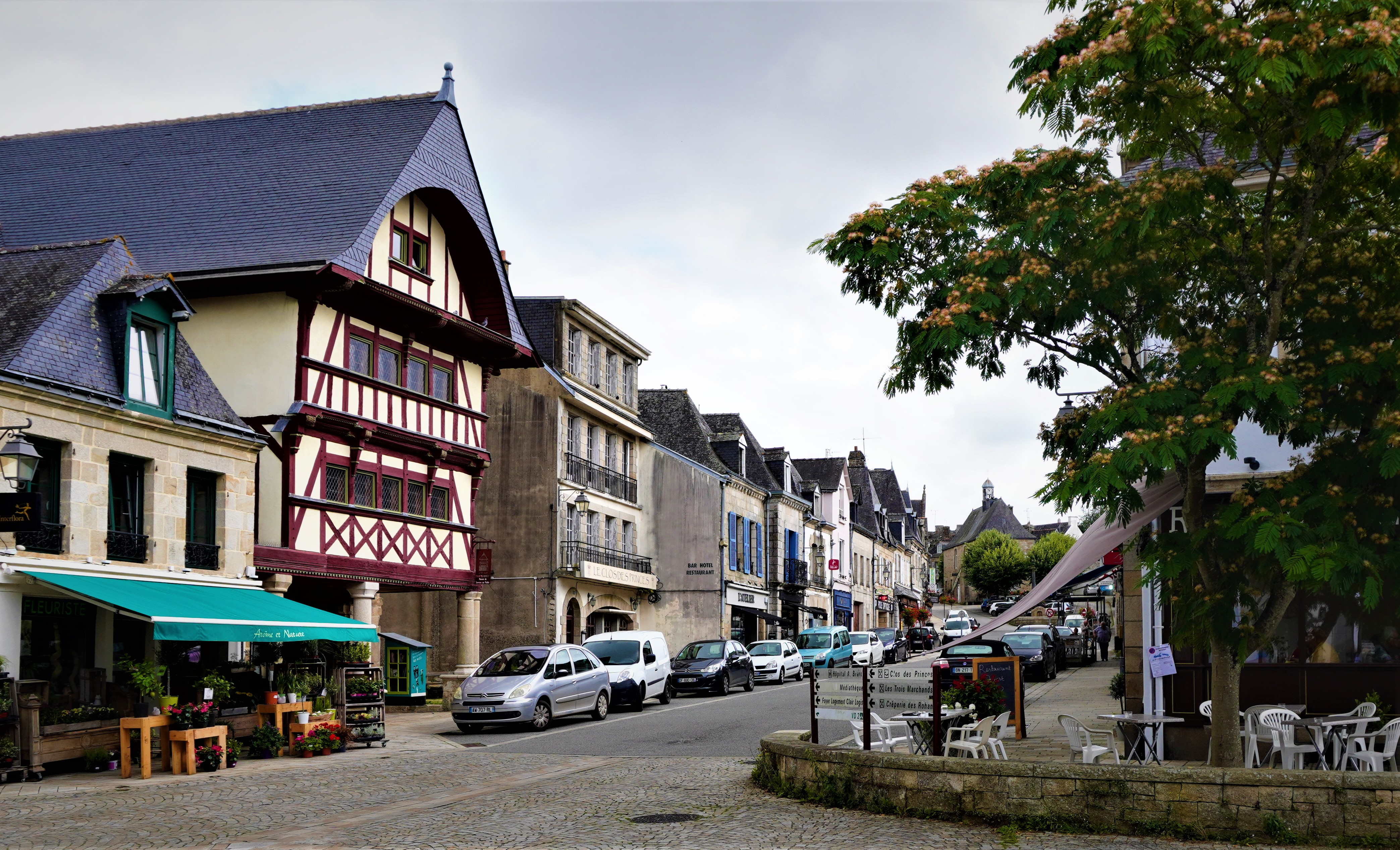
Centrum
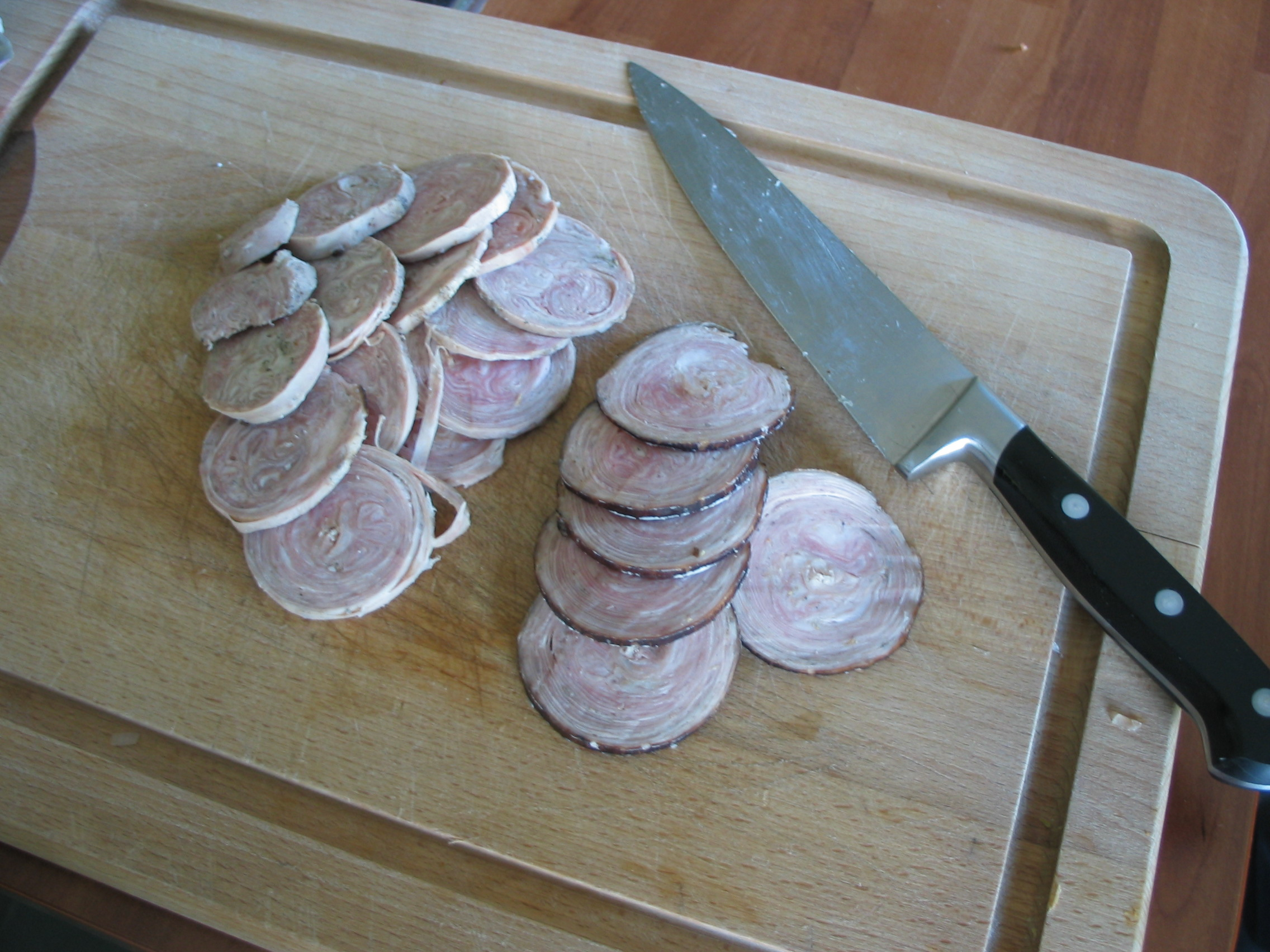
Andouille de Guémené